# Plecotus balensis
Plecotus balensis é uma espécie de morcego da família Vespertilionidae. Endêmico da Etiópia, é conhecida somente na floresta Harenna no Parque Nacional das Montanhas Bale e de Abuna Yosef.